# Letná-Straßenbahn

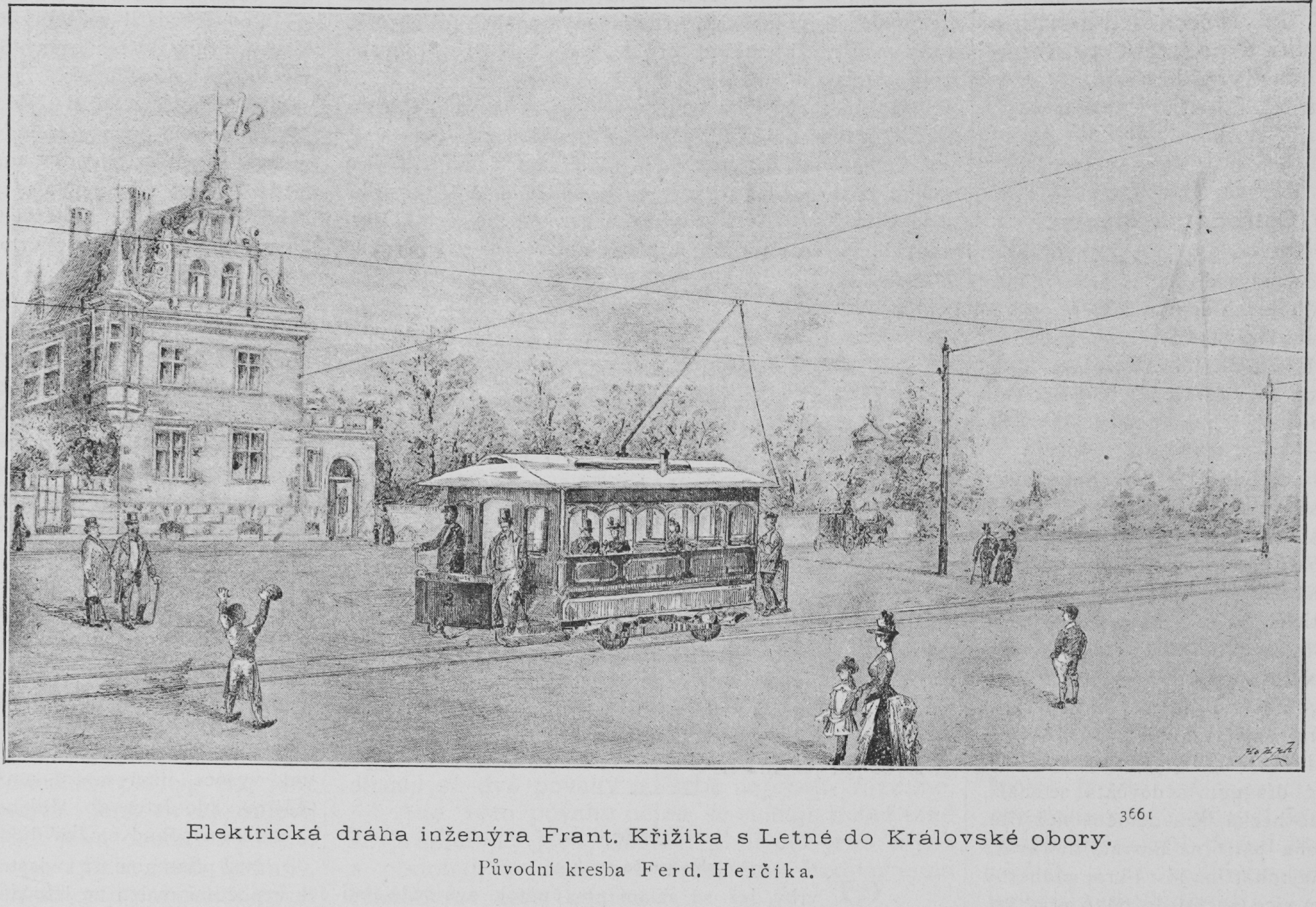
Letná-Straßenbahn, 1891

Die Letná-Straßenbahn (tschechisch Elektrická dráha na Letné v Praze oder Letenská elektrická dráha) früher auch als Elektrische Bahn von Belvedere bekannt, war die erste elektrische Straßenbahn in Prag und zugleich die erste gebaute tschechische elektrische Bahn überhaupt. Sie wurde zusammen mit zwei Standseilbahnen im Rahmen der Prager Jubiläumsausstellung 1891 eröffnet und wurde bis zu ihrem Verkauf an die im Jahre 1897 gegründeten städtischen Verkehrsbetriebe von einer privaten Gesellschaft betrieben, der auch die Letná-Standseilbahn gehörte. Sie verkehrte bis zum Spätsommer des Jahres 1900, als sie daraufhin eingestellt und teilweise in das neue städtische Straßenbahnnetz integriert wurde. Der weiterführende Teil bis auf die Letná-Höhe wurde jedoch abgebaut.

## Geschichte

### Bau und Eröffnung
Die Letná-Straßenbahn wurde am 18. Juli 1891 unter dem Namen „Elektrische Bahn von Belvedere“ eröffnet. Dies erfolgte im Rahmen der Großen Allgemeinen Landesjubiläumsausstellung, die in jenem Jahr in der damaligen Hauptstadt des österreichischen Kronlandes Böhmen stattfand. Die Bahn wurde 35 Tage nach der Letná-Standseilbahn sowie sieben Tage vor dem Aussichtsturm Petřín und der zeitgleich eröffneten Petřín-Standseilbahn feierlich dem Publikumsverkehr übergeben. Die Gesellschaft Belveder-Drahtseil- u. Elektrische Bahn in Prag (tschechisch: Letenská dráha lanová a elektrická v Praze) baute und betrieb die Bahn (wie sie auch den Betrieb der Letná-Standseilbahn führte) zwischen dem Stadtzentrum von Prag und dem höchsten Punkt der Letná-Höhe (deutsch: Belvedere). Diese blieb bis zu ihrer Einstellung im Besitz dieses privaten Verkehrsunternehmens, das kleine Depot mit Werkstatt befand sich ebenfalls auf der Letná.
Entworfen wurde diese erste elektrische Straßenbahn in Prag vom bedeutenden tschechischen Elektro-Ingenieur František Křižík nach eigenem System, das jedoch zum Teil auf Erfindungen und Patente des US-amerikanischen Marineoffiziers, Erfinders und Elektrotechnikers Frank J. Sprague beruhte. Dieser hatte im Jahre 1880 den auch bei dieser Bahn in Prag verwendeten Rollenstromabnehmer (auch: Stangenstromabnehmer) erfunden und nach Versuchen im Spätjahr 1887 am 2. Februar 1888 in Richmond (Virginia) die erste wirklich zuverlässig funktionierende elektrische Straßenbahn der USA und der Welt eröffnet (Richmond Union Passenger Railway). Die Spurweite der Letná-Straßenbahn betrug (wie auch schon bei der Prager Pferdestraßenbahn) 1435 mm (Normalspur), welche auch die spätere einheitliche Prager Straßenbahn ab 1907 verwendete.
Die vier sowohl optisch als auch technisch außerordentlich einfach gehaltenen Fahrzeuge mit 24 Sitzplätzen (6 Holzbänke für je 4 Personen) wurden von der Eisenbahn- und Waggonbaufirma Ringhoffer in Prag-Smíchov geliefert. Diese besaßen zwei Achsen und waren an den Seiten völlig offen, die Plattformen an den Stirnseiten waren wie in jener Zeit üblich ohne Frontglas. An den Seiten links und rechts oben am Dachrand war als Schutz gegen Regen eine Plane befestigt, die nach lösen von fünf Befestigungen heruntergelassen werden konnte. Charakteristisch war auch die über die gesamte untere Seite verlaufende Trittstufe, die auch bei diversen US-amerikanischen Straßenbahnwagen jener Zeit vorhanden war und auf der häufig der Schaffner stehend mitfuhr. Am mittleren Dachrand beider Stirnseiten befand sich ein einzelner relativ großer elektrischer Scheinwerfer, ein eher ungewöhnliches Merkmal, jedoch bei frühen tschechischen Straßenbahnen keineswegs selten. Die Bedienung der Feststellbremse (Handbremse) erfolgte manuell wie bei den Wagen der Pferdestraßenbahn bei jedem Halt über eine Handkurbel außen an den Frontverkleidung für den Wagenführer. Die Höchstgeschwindigkeit der Wagen lag bei ca. 30 km/h, sie fuhren auf der Strecke jedoch nur selten schneller als 20 km/h.
Von Anbeginn erwies sich die Straßenbahn als sehr erfolgreich und verkehrte mit ihren typischen an den Seiten völlig offenen „Sommerwagen“ praktisch ohne Störungen vom Stadtzentrum auf die Letná-Höhe und diente damit in besonderem Maße als Zubringer für die Letná-Standseilbahn, welche unmittelbar an der Endstation der Straßenbahn ihre Bergstation hatte.

### Stilllegung
Die stets privat betriebene Straßenbahn verkehrte bis zum Schluss mit stabilen Fahrgastzahlen, als diese zusammen mit der ebenfalls gleichzeitig betriebenen Letná-Standseilbahn an die drei Jahre zuvor gegründete neue städtische Transportgesellschaft Elektrische Betriebe der königlichen Hauptstadt Prag (tschechisch: Elektrické podniky královského hlavního města Prahy) – in Kurzform auch Elektrische Betriebe Prag / Elektricke podniky Praha – verkauft wurde und sich die Gesellschaft daraufhin auflöste. Die Stadt hatte an einen Weiterbetrieb dieser wegen des technischen Fortschritts auf diesem Gebiet mittlerweile doch etwas in die Jahre gekommenen Bahn allerdings kein Interesse mehr (stattdessen bevorzugte sie die Umstellung der Pferdestraßenbahn-Linien sowie den Bau neuer elektrischer Strecken), weshalb sie im Spätsommer 1900 endgültig eingestellt wurde.
Die Strecke wurde zum Teil nach Umbau in das neue städtische Straßenbahnnetz integriert bzw. auf ihrem weiterführenden Teil bis auf die Letná-Höhe abgebaut.